# Première Brigade criminelle
Pour plus de détails, voir Fiche technique et Distribution.
Première Brigade criminelle est un film français réalisé par Maurice Boutel et sorti en 1961.

## Fiche technique
- Titre : Première Brigade criminelle
- Réalisation : Maurice Boutel
- Scénario : Maurice Boutel
- Photographie : Paul Fabian
- Son : Jacques Gallois
- Montage : Étiennette Muse
- Musique : Philippe Parès et Roger Roger
- Production : Cocifrance
- Pays d'origine :  France
- Durée : 89 minutes
- Date de sortie : France - 19 juillet 1961

## Distribution
- Dora Doll
- Jacques Dumesnil
- Jacqueline Joubert
- Jean Vinci
- Carl Studer
- Howard Vernon
- Véronique Silver
- Albert Dinan
- Fernand Rauzena